# 池尾恭一
池尾 恭一（いけお きょういち、1950年9月29日 - ）は、日本の経営学者。慶應義塾大学名誉教授。専門はマーケティング。

## 略歴
1950年神奈川県三浦郡葉山町生まれ。1966年慶應義塾中等部、1969年慶應義塾高等学校、1973年慶應義塾大学商学部卒業。1978年慶應義塾大学大学院商学研究科博士課程単位取得退学。1991年慶應義塾大学より商学博士の学位を取得。
関西学院大学商学部専任講師、助教授を経て、1988年慶應義塾大学大学院経営管理研究科助教授、1994年教授。1998年日本消費者行動研究学会会長。2011年日本商業学会会長。2014年慶應義塾大学名誉教授。2014年から2021年まで明治学院大学経済学部経営学科教授。

## 著書

### 単著
- 『消費者行動とマーケティング戦略』（千倉書房, 1991年）
- 『日本型マーケティングの革新』（有斐閣, 1999年）
- 『モダン・マーケティング・リテラシー』（生産性出版, 2011年）
- 『マーケティング・ケーススタディ』（碩学舎, 2015年）

### 共著
- （奥村昭博）『日経を読むための経営学の基礎知識』（日本経済新聞社, 1991年）
- （奥村昭博）『日経で学ぶ経営学の考え方』（日本経済新聞社, 2003年）
- （井上哲浩）『戦略的データマイニング』（日経BP社, 2008年）

### 編著
- 『マーケティング・レビュー』（同文館出版, 2001年）
- 『ネット・コミュニティのマーケティング戦略』（有斐閣, 2003年）
- 『入門・マーケティング戦略』（有斐閣, 2016年）

### 共編著
- （青木幸弘）『日本型マーケティングの新展開』（有斐閣, 2010年）